# 澳門單牌車進出橫琴
澳門單牌車進出橫琴，另稱橫琴單牌車，是中華人民共和國廣東省橫琴粵澳深度合作區對已批准和預約僅懸掛澳门的车辆号牌的私家车，可以經橫琴口岸入出橫琴粵澳深度合作區的計劃，並根據廣東省人民政府與澳門特別行政區政府於2011年簽署的《粵澳合作框架協議》中就推進澳門機動車進出橫琴（僅限在橫琴行駛）的相關安排作出推進與實施，作為便利澳門居民進入橫琴而採取的特殊措施。

## 背景及歷史
2015年4月29日，2015年珠澳合作會議在澳門世界貿易中心蓮花廳舉行， 有關廣東自貿試驗區橫琴片區的建設，雙方將在珠澳合作機制下進一步加強溝通，而橫琴將積極配合澳門“一中心、一平台” 建設及經濟適度多元發展等需要，當中包括爭取澳門單牌車輛進出橫琴的措施早日實行。
2015年5月7日，時任橫琴新區管委會主任牛敬相信可能於8月1日前實施澳門單牌車進入橫琴。又指廣東省已擬定安全有效實施澳門單牌車進入橫琴的規定和管理辦法，曾兩次諮詢橫琴的意見，也與澳門特區政府溝通，反饋積極。另外，將會增加蓮花口岸專線巴士的班次。
2015年5月8日，對於有報道指有關澳門單牌車有可能於2015年8月1日或之前進入橫琴，澳門特區政府表示對有關報道高度關注，並正與廣東和珠海方面加強緊密溝通。又指有關政策屬中國大陸，而特區政府一直根據《粵澳合作框架協議》重點工作的分工，由牽頭部門積極配合粵方、珠方的相關工作。並將繼續按照既有的正式機制，與粵方和珠方緊密溝通對接，積極而有序地推進相關工作的進展。當有更為具體進展時，將繼續及時作出正式公佈。
2016年1月20日，澳門特區政府表示透過粵澳合作機制和珠澳合作機制，與粵方積極而有序地推進澳門機動車輛（俗稱澳門單牌車）進出橫琴事宜，相關管理辦法尚未最後確定，實行日期也暫未有時間表，待上述辦法和日期確定後，澳門特區政府將作出正式宣佈。
2016年6月21日，粵澳兩地通過《關於澳門機動車輛入出橫琴的協定》基本確定。
2016年10月12日，時任國務院總理李克強視察澳門期間，在與澳門各界人士座談時，宣佈中央支持澳門的19項措施，包括於該年年底實施澳門單牌自駕車入出橫琴島政策。
2016年11月28日，廣東省人民政府簽發《廣東省澳門機動車入出橫琴管理暫行辦法》。
2016年11月29日，粵澳雙方就有序地推進澳門單牌機動車入出橫琴事宜加緊最後磋商，初步擬訂於2016年12月20日舉行啟動儀式，經過申請登記、符合審批資格的第一批澳門單牌機動車可以駛入橫琴。 保安司司長辦公室和珠海市政府正全力圍繞《澳門機動車入出橫琴管理細則（暫行）》、啟動儀式的安排等進行最後階段磋商，有關部門也正就蓮花口岸一帶的交通狀況和配套設施加緊進行安排。有關安排同時被視為澳門回歸祖國17周年的獻禮。
2016年11月30日，澳珠雙方就澳門機動車輛進出橫琴事宜舉行會議，深入探討相關各項工作的推進情況，以及啟動儀式的細節安排等，以確定有關措施按序啟動。
2016年12月15日，珠海市人民政府簽發《澳門機動車入出橫琴管理細則》。
2016年12月16日，澳珠兩地政府舉行聯合發佈會公佈首階段澳門單牌車入出橫琴之安排，包括措施的實施內容、管理細則和辦理手續流程，橫琴新區正不斷優化橫琴口岸查驗設施，積極推動口岸查驗機制改革創新，同時也將不斷完善口岸配套道路交通條件，為入出境車輛創造良好的交通環境，提供優良的公共服務。澳門特區政府對有關措施積極推動表示衷心的感謝。有關措施作為中央惠澳措施的重要體現，也是粵澳合作的重大成果，有利珠澳兩地人流、物流更加暢通，促進澳門經濟適度多元發展。
2016年12月20日，澳門機動車輛入出橫琴舉行啟動儀式，保安司司長黃少澤率領澳門代表團出席，在儀式上致辭時首先代表澳門特別行政區政府感謝國家領導人，中央各部委及廣東省政府對澳門機動車輛入出橫琴政策一直高度重視和大力支持，並體現了國家、廣東省和珠海市對澳門發展的積極支持和配合，也是澳門特別行政區政府落實中央政府惠澳政策，推動社會各界參與區域融合發展的重要舉措和積極行動。首階段申請車輛約數十部，而首天進入橫琴的有9部。
2017年12月20日，澳門機動車入出橫琴進入第二階段措施的實施，符合資格澳門機動車所有人由當天起向珠澳兩地有關部門申辦所需的車輛通行文件和駕駛員文件；按規定該階段入出橫琴的澳門機動車總量限制由100輛增至800輛，按照“先後順序，先得先得”形式接受申請。保安司司長黃少澤在出席澳門回歸18周年活動後表示，由於申請條件門檻較高，故申請及參加人數不多，總申請量只有37輛車，至當時仍生效的有21輛，而；第二階段政策中新增在橫琴新區工作者（持有聘用合同並在橫琴繳納社保者）、購置房地產（僅限住宅、寫字樓、商鋪）等申請條件。
2018年6月12日，據中國「南方網」報道，珠海市人民政府日前印發《澳門機動車入出橫琴管理細則》，澳門居民在橫琴購置房地產，即可以申請一個機動車入出橫琴資格，並辦理臨時入境機動車牌證。細則內文指澳門機動車所有人在橫琴新區購置房地產（限住宅、寫字樓、商鋪），或在橫琴工作、持有聘用合同並在橫琴繳納社保，或屬於橫琴新區引進特殊人才，均可申請機動車進出橫琴資格，並辦理臨時入境機動車牌證。
2018年12月20日，名額量增至2,500個，並定於當天起正式開放有關申請。第三階段新增澳門機動車入出橫琴配額將分三個批次實施：第一批次700個、第二批次500個、第三批次500個。
2020年8月18日，橫琴口岸新聯檢大樓啟用，橫琴單牌車通過已停用的路氹邊檢大樓後通過蓮花大橋直接前往位於澳方口岸區清關後通過口岸臨時車道通關。
2021年3月15日，澳門機動車入出橫琴第五階段申請條件和配額政策正式實施，配額總量由5,000個增至10,000個，新增允許年滿18周歲的澳門居民（包括永久性居民和非永久性居民）申請澳門機動車入出橫琴資格，每部車輛可登記兩個持中國大陸駕駛執照的駕駛者。符合原先申請條件（例如澳門居民在橫琴工作、居住及投資） 的澳門機動車優先申請。
2021年7月1日起，將供年滿18周歲的澳門居民（包括永久性居民和非永久性居民）申請機動車入出橫琴的配額指標，由目前的每月300部增加至500部，以“先到先得”的方式進行。
2022年8月19日，珠澳兩地政府宣布《橫琴粵澳深度合作區建設總體方案》相關要求，進一步便利澳門居民來往橫琴，經橫琴粵澳深度合作區執行委員會與澳門特別行政區政府保安司協商，由2022年8月22日起全面放開澳門非營運小客車（9座及9座以下）入出合作區配額，取消配額總量限制。對年滿18周歲的澳門居民（包括永久性居民和非永久性居民）申請機動車入出橫琴，延續每月發放500個配額，以“先到先得”的方式進行。對符合其他申請條件（例如澳門居民在橫琴工作、購房及投資）的澳門居民採取“即來即辦”方式。
2023年9月26日15時，橫琴口岸二期客貨車聯合一站式查驗的部分車道（橫琴往澳門方向6條車道，澳門往横琴方向9條車道）已完成建設，經琴澳兩地相關部門協商一致正式開通試運行。通關車道採用“合作查驗，一次放行” （聯合一站式）創新查驗模式，實現出入境車輛“一次排隊，一次放行”。鑑於橫琴口岸一層隨車人員驗放廳尚未完成建設，往來琴澳非准予隨車通關乘客仍需經旅檢大廳出入境。
2024年3月，因應建設單位將於近日拆除珠海市香洲區橫琴順景路澳門機動車入出橫琴申報大廳，自該年3月9日起該大廳停止使用，同時自該年3月11日起原有的橫琴單牌車辦理業務遷往深合區政務服務中心一樓公安專區受理。
2025年8月15日，琴澳共用“澳門機動車入出橫琴”通關電子標籤措施正式實施。首次申請者無需前往澳門海關張貼車輛電子標籤，完成《車輛邊境通行證》簽發及在完成中國邊檢相關部門所有備案手續後，便可駕駛其獲批車輛經橫琴口岸進出合作區。

## 申請與通關

### 申請條件
澳門單牌車進出橫琴政策自2016年12月起實施，配額量由最初400個增至2021年3月的10,000個，申請條件同步放寬並新增允許18歲或以上澳門居民申請機動車輛入出橫琴資格。自2021年7月1日起，配額指標由每月300個增至每月500個。
2020年9月，珠海進一步放寬澳門單牌車入出橫琴政策，資格有效期由原來3個月延長至1年。
2021年9月17日起，深合區推出二項措施，分別是申請入出橫琴澳門單牌車初次入境前，可到澳門新通達科技實業公司安裝中國大陸通關用車輛電子標籤，以及可委託新通達驗車中心代領“司機簿”，車主毋須再前往橫琴，可在澳門完成全部申請手續。

### 申請資格[26][27]
- 申請人須為須為澳門機動車所有人（即車主），且年滿18周歲並持有港澳居民來往內地通行證（即“回鄉證”）的澳門居民，可為本人登記持有的1輛澳門機動車申請臨時入境機動車牌證。 不要求具備有效的澳門及內地駕駛資格。倘具備駕駛資格，則可自由選擇是否綁定自己為備案駕駛人。
- 澳門機動車是指在澳門登記並領取有效牌照，車長少於6米且座位數不超過9座（含駕駛人座位）的非營運小型載客汽車（私人用途）。 同時不能同時擁有“粵澳兩地牌”和“澳車北上”的資格。
- 駕駛人須為年滿18周歲的澳門居民，持有港澳居民來往內地通行證或者外國護照及有效簽證（或者居留許可、永久居留身份證），或者其他國際旅行證件及有效簽證（或者居留許可、永久居留身份證）等有效出入境證件；且持有中國大陸機動車駕駛證，駕駛證准駕車型應當包括其申請的機動車類型。
  - 每輛澳門機動車最多可備案2名駕駛人，駕駛人備案後不得新增、取消或變更。
  - 駕駛人不必為車輛所有人，且可同時綁定作為不同車輛的備案駕駛人。

保險安排方面，按照中國大陸當地的律規定，跨境車輛進入横琴之前，必須投保當地的「機動車交通事故責任強制保險」。 經澳門金融管理局協調與推動，根據粵澳相關保險機構相互提供跨境機動車保險服務的合作協議，澳門單牌車車主可以在澳門，透過本地的保險公司，購買單牌車進入橫琴的保險。2022年8月，橫琴金融發展局表示，經調研澳門居民購買單牌車保險的訴求，推動中國大陸單牌車承保公司主動減費讓利，給予一定優惠，現時澳門單牌車投保中國大陸保險保費降價30%。

### 出行服務平台
2022年2月21日，橫琴粵澳深度合作區正式推出澳門單牌車交通出行服務平台”小程序設有行駛越界提醒功能、停車指引、交通違例提示、通知警方和保險單位到場等服務。小程序通過微信獲取，必須綁定手機號碼註冊使用，註冊成功後的非車主用戶亦可使用，但不能查閱交通違例資訊。

## 未來發展
珠海市公共資源交易中心網近日發布《橫琴粵澳深度合作區城市規劃和建設局推動放開澳門單牌營運車輛入出橫琴粵澳深度合作區專題研究政府採購專案招標公告》，預算金額為人民幣230萬元向社會公開招標，就放開澳門單牌營運車輛入出深合區開展相關研究工作。根據公告，此次專題研究內容包括：立足跨境客運，圍繞放開澳門電召的士、計程車、公共巴士、旅遊大巴等營運車輛入出合作區，梳理分析內地與澳門對營運車輛的管理制度、法律法規等方面的差異；研究提出分階段澳門單牌營運車輛入出合作區的方式、類型、路線等；研究提出放開澳門單牌營運車輛便利入出合作區的落地措施；對入出合作區的澳門單牌營運車輛如何進行高效監管展開研究，並形成相關政策諮詢報告或實施方案。
2023年9月26日15時，橫琴口岸二期開放試運行，待車道工程全面完工及投入使用後，車道將會由原來8條增至30條。「大一站式」新型通關模式，即通關車輛及其駕駛者只需要進行一次查驗，便可完成澳門與橫琴之間的邊檢、關檢及檢驗檢疫通關程序，提升車輛通關效率；而橫琴口岸設出入境車道各15 條車道（九條客車車道、六條貨車車道），共30 條車道，實施24 小時通關；每日最大通關車流量可達43,000 架次。據橫琴粵澳深度合作區介紹，經調試“聯合一站式”系統後，商議調整澳門機動車輛進出合作區申請條件，穩步推進全面開放澳門機動車便利進出合作區，未來合作區將採取人貨分流的查驗方式。
2024年1月，廣東省政府橫琴辦發佈的《澳門機動車入出橫琴粵澳深度合作區管理辦法》徵求意見公告，澳門機動車所有人可同時申請辦理橫琴島內及出島入粵行駛手續，已辦理進出橫琴島內手續者也可另行申請辦理出島入粵行駛手續，在深合區學習、就業、創業、生活的澳門機動車所有人可獲優先審批。
2025年4月17日，澳門立法會舉行《澳門特別行政區政府2025年財政年度施政報告》行政法務施政方針辯論，有議員關注橫琴“單牌車”經橫琴北上的進展，第六屆澳門特區政府行政法務司司長張永春表示已與中央相關部委溝通，現正審批程序，預計於2025年內落地實施。

## 相關影響
2022年12月，拱北海關表示自2016年底啟動澳門單牌車進出橫琴措施後，累計驗放逾197萬輛次澳門單牌車進出境，辦理澳門單牌車車輛、續期和註銷等手續逾4.4萬宗，有效備案車輛達9,887輛。另自2022年8月起放寬配額限制後，經橫琴口岸進出境的澳門單牌車數量節節攀升，當中在2022年11月15日橫琴口岸客車單日通行總量近6,000輛次的歷史峰值中，澳門單牌車通關佔比超過七成。
2023年3月19日，橫琴口岸珠方邊檢站統計，自橫琴粵澳深度合作區正式掛牌成立一年半，經橫琴口岸出入境的旅客超1,340萬人次、車輛超196萬輛次，單日查驗澳門單牌車數量已突破4,500輛次，刷新單牌車政策實施以來的最高記錄；值得注意的是，持回鄉證往來兩地的澳門居民高達371萬人次，佔出入境旅客總人次的27.7%，同比增長69.4%。有單牌車司機表示，口岸24小時通關加上可以開單牌車出入，讓往返琴澳工作人士十分方便。
2023年「五一」假期，經橫琴口岸出入境客流約27萬人次。其中首四月經橫琴口岸出入境的澳門藉人員達128.33萬人次，同比增長92%，澳門單牌車達44.8萬輛，同比增86.7%。

## 相關問題

### 走私問題
2023年1月19日，橫琴海關查獲澳門單牌車司機走私900餘條瀕危乾海馬，於涉事單牌車的副駕駛腳踏處、中排座椅過道發現多袋動物製品，起出這批乾海馬，共1,600餘克。
2023年2月18日，拱北海關在橫琴口岸一天內查獲八宗跨境車輛違規攜帶冷凍牛百葉案件，共檢獲598公斤牛百葉。本年至今，橫琴口岸已查獲違規攜帶冷凍牛百葉8.3噸。
2023年3月，澳門海關表示自2023年1月8日大規模放寬防疫措施後，發現涉及澳門澳門單牌車不法販運活動案有上升趨勢，特別是偷運大量食材入出橫琴口岸。截至2023年2月澳門海關共截獲17宗涉及單牌車偷運海味、冷凍食品、電子產品及電子零件等物品進出本澳個案，已依法對17名駕駛者作出起訴。首兩月已經對15輛因違反《對外貿易法》的單牌車展開跨境資格中止程序。另外，根據《澳門機動車入出橫琴管理細則》法律規定，入出橫琴澳門機動車輛的所有人及駕駛人有利用入出橫琴的澳門機動車攜帶國家禁止進境的動植物及其產品等違法行為，澳門機動車入出橫琴內地相關管理部門得依法自違法行為認定之日起五年內不得其申請澳門機動車輛入出橫琴，還須限制該車入境橫琴。

### 一度暫無條件與澳車北上整合
2023年6月6日，澳門立法會舉行全體會議，直選議員李良汪提出口頭質詢，促請優化及整合「橫琴單牌車」與「澳車北上」政策，並放寬澳門機動車通行口岸，以減輕港珠澳大橋珠澳口岸出入境車流量及對周邊交通的壓力。保安司司長黃少澤回應指暫時無條件進行整合，但當局會繼續與中國大陸相關部門保持溝通，探討是否有進一步優化和整合的空間。而兩個政策的出台是基於不同的政策考慮，尤其在活動範圍、管理辦法和管控措施更有明顯的差異，根據目前的情況看，暫時沒有條件進行整合，但是，交通事務局會繼續統籌澳門相關部門與中國大陸開展磋商，探討有無優化和整合的空間，一有進展，會立即向社會公佈。
2023年8月11日，行政長官賀一誠回應直選議員馬耀鋒關注「澳車北上」增額問題。指「澳車北上」與「橫琴單牌車」是兩個不同系統，若將兩者混合，大家到橫琴再到珠海整個系統便會十分混亂，令橫琴變成「塞車島」。

### 交通擠塞問題
自澳門輕軌橫琴線由2021年3月18日起全面動工，口岸車道出現減少，無法應付每日的車流量，對居住在橫琴的澳門居民造成不便。深合區執行委員會於2022年1月7日召開會議探討有關問題，會議指出，因橫琴口岸二期專案建設，疊加澳門輕軌橫琴線專案施工導致橫琴口岸部分車道臨時封閉，橫琴口岸客貨車臨時通道通關壓力空前增大，有關問題待橫琴口岸二期工程竣工並全面建成投入使用後方可解決。

## 外部連結
- 澳門機動車入出橫琴綜合管理系統 （页面存档备份，存于）